# Бизамберг
Бизамберг (нем. Bisamberg) — ярмарочная коммуна (нем. Marktgemeinde) в Австрии, в федеральной земле Нижняя Австрия.
Входит в состав округа Корнойбург. Население составляет 4085 человек (на 31 декабря 2005 года). Занимает площадь 10,71 км². Официальный код — 3 12 01.

## Политическая ситуация
Бургомистр коммуны — Доротеа Шиттенхельм (АНП) по результатам выборов 2010 года.
Совет представителей коммуны (нем. Gemeinderat) состоит из 25 мест.
- АНП занимает 14 мест.
- СДПА занимает 6 мест.
- Зелёные занимают 3 места.
- Партия ULB занимает 2 места.